# Petarded
Petarded («Питормоз») — шестая серия четвёртого сезона мультсериала «Гриффины». Премьерный показ состоялся 19 июня 2005 года на канале FOX.

## Сюжет
Гриффины приглашают своих соседей на «ночь игр». Во время игры в «Trivial pursuit» Лоис использует детсадовские вопросы, чтобы Питер выиграл. После своей победы Питер начинает хвастаться этим, чем раздражает Брайана, который предлагает пройти ему тест на гениальность.
Результаты теста показали, что Питер — умственно отсталый. Питер впадает в депрессию, но вскоре обнаруживает массу плюсов в своём новом статусе: он понимает, что в обществе отношение к умственно неполноценным весьма лояльное.
Изучая границы, до которых готово терпеть его выходки общество, Питер случайно обливает Лоис кипящим маслом (во время кражи фритюрницы из ресторана). В итоге, Лоис — в больнице, а Мег, Криса и Стьюи забирает Служба защиты детей (англ. Child Protective Services), так как Питер медицински недееспособен.
Все трое детей оказываются на попечении Кливленда. Пытаясь отвоевать детей и выставить Кливленда в дурном свете, Питер приводит в его дом проституток, но затея не удаётся. Апелляция к суду также безуспешна. Вскоре из больницы возвращается Лоис, и жизнь возвращается в прежнее русло.

## Создание
Авторы сценария: Алек Салкин и Уэллесли Уайлд
Режиссёр: Сет Кирсли
Приглашённые знаменитости: Наташа Мельник, Клорис Личмен и Левар Бертон
- Питер проверяет свои умственные способности с помощью стипендии Макартура[1].
- В эпизоде присутствует «сырный парень» из рекламных блоков 1970-х. Создатели сериала хотели пригласить на его озвучивание актёра, озвучивавшего этот персонаж в те года, но тот оказался слишком стар[2][3].